# Rubén Paz
Rubén Walter Paz Márquez (Artigas, 8 agosto 1959) è un allenatore di calcio ed ex calciatore uruguaiano, di ruolo centrocampista.

## Carriera

### Club
Formatosi nel Peñarol Artigas, nel 1977 passò al Peñarol di Montevideo. Con i Peñarolenses vinse tre campionati uruguaiani, nel 1978, 1979 e 1981, anno in cui fu anche capocannoniere del torneo con 17 reti. Nel 1982 passa all'Internacional di Porto Alegre, società in cui gioca sino al 1986, vincendo tre Gauchão, il campionato di calcio dello stato di Rio Grande do Sul, nel 1982, 1983 e 1984.
Nel 1986 si trasferisce in Europa per giocare con i francesi del Racing Club di Parigi, con cui ottiene il tredicesimo posto della Division 1 1986-1987. L'anno seguente torna in Sudamerica, ingaggiato dagli argentini del Racing Club de Avellaneda. Con il suo club Pàz vincerà la Supercoppa Sudamericana 1988, prima edizione del torneo, e sempre nello stesso la Supercopa Interamericana. Sul piano personale, nel 1988 si aggiudicò il titolo di Calciatore sudamericano dell'anno.
Nel 1989 viene ingaggiato dagli italiani del Genoa. Con i rossoblu esordisce nella sconfitta casalinga contro la Roma del 6 settembre 1989. Con i genoani ottenne l'undicesimo posto della Serie A 1989-1990. L'avventura italiana terminò dopo una sola stagione e Paz si riaccasò al Racing Club de Avellaneda, ove giocò sino al 1992.
Nel 1993 tornò a giocare in patria, nel Rampla Juniors ove giocò sino al 1994, anno in cui lasciò i Rojiverdes per militare nel Frontera Rivera. Nel 1996 tornò in Argentina per giocare nel Godoy Cruz. Ritornato in patria, giocò in varie squadre minori sino al definitivo ritiro avvenuto nel 2006.

### Nazionale
Dopo aver giocato nella rappresentativa Under-20 uruguaiana, Paz fece parte, dal 1979 al 1990 della nazionale di calcio dell'Uruguay. Con la Celeste vinse la Coppa d'Oro dei Campioni del Mondo, torneo internazionale di calcio disputato a Montevideo dal 30 dicembre 1980 al 10 gennaio 1981 tra le nazionali vincitrici – a quella data – del Mondiale. Successivamente Paz con la sua nazionale ottenne il secondo posto nella Copa América 1989, alle spalle dei campioni del Brasile.

## Statistiche

### Cronologia presenze e reti in nazionale
| Cronologia completa delle presenze e delle reti in nazionale ― Uruguay | Cronologia completa delle presenze e delle reti in nazionale ― Uruguay | Cronologia completa delle presenze e delle reti in nazionale ― Uruguay | Cronologia completa delle presenze e delle reti in nazionale ― Uruguay | Cronologia completa delle presenze e delle reti in nazionale ― Uruguay | Cronologia completa delle presenze e delle reti in nazionale ― Uruguay | Cronologia completa delle presenze e delle reti in nazionale ― Uruguay | Cronologia completa delle presenze e delle reti in nazionale ― Uruguay |
| Data                                                                   | Città                                                                  | In casa                                                                | Risultato                                                              | Ospiti                                                                 | Competizione                                                           | Reti                                                                   | Note                                                                   |
| ---------------------------------------------------------------------- | ---------------------------------------------------------------------- | ---------------------------------------------------------------------- | ---------------------------------------------------------------------- | ---------------------------------------------------------------------- | ---------------------------------------------------------------------- | ---------------------------------------------------------------------- | ---------------------------------------------------------------------- |
| 16-9-1979                                                              | Montevideo                                                             | Uruguay                                                                | 2 – 1                                                                  | Ecuador                                                                | Coppa America 1979 - 1º turno                                          | -                                                                      |                                                                        |
| 20-9-1979                                                              | Asunción                                                               | Paraguay                                                               | 0 – 0                                                                  | Uruguay                                                                | Coppa America 1979 - 1º turno                                          | -                                                                      |                                                                        |
| 26-9-1979                                                              | Montevideo                                                             | Uruguay                                                                | 2 – 2                                                                  | Paraguay                                                               | Coppa America 1979 - 1º turno                                          | 1                                                                      |                                                                        |
| 15-3-1980                                                              | Milano                                                                 | Italia                                                                 | 1 – 0                                                                  | Uruguay                                                                | Amichevole                                                             | -                                                                      |                                                                        |
| 18-3-1980                                                              | Bruxelles                                                              | Belgio                                                                 | 2 – 0                                                                  | Uruguay                                                                | Amichevole                                                             | -                                                                      |                                                                        |
| 22-3-1980                                                              | Sarajevo                                                               | Jugoslavia                                                             | 2 – 1                                                                  | Uruguay                                                                | Amichevole                                                             | -                                                                      |                                                                        |
| 26-3-1980                                                              | Esch-sur-Alzette                                                       | Lussemburgo                                                            | 0 – 1                                                                  | Uruguay                                                                | Amichevole                                                             | -                                                                      | 46’                                                                    |
| 9-11-1980                                                              | Cochabamba                                                             | Bolivia                                                                | 1 – 3                                                                  | Uruguay                                                                | Amichevole                                                             | -                                                                      | 46’                                                                    |
| 12-11-1980                                                             | Lima                                                                   | Perù                                                                   | 1 – 1                                                                  | Uruguay                                                                | Amichevole                                                             | -                                                                      | 60’                                                                    |
| 8-12-1980                                                              | Montevideo                                                             | Uruguay                                                                | 6 – 0                                                                  | Finlandia                                                              | Amichevole                                                             | -                                                                      |                                                                        |
| 11-12-1980                                                             | Maldonado                                                              | Uruguay                                                                | 5 – 0                                                                  | Bolivia                                                                | Amichevole                                                             | 1                                                                      |                                                                        |
| 18-12-1980                                                             | Montevideo                                                             | Uruguay                                                                | 4 – 0                                                                  | Svizzera                                                               | Amichevole                                                             | 3                                                                      |                                                                        |
| 30-12-1980                                                             | Montevideo                                                             | Uruguay                                                                | 2 – 0                                                                  | Paesi Bassi                                                            | Mundialito - 1º turno                                                  | -                                                                      |                                                                        |
| 3-1-1981                                                               | Montevideo                                                             | Uruguay                                                                | 2 – 0                                                                  | Italia                                                                 | Mundialito - 1º turno                                                  | -                                                                      |                                                                        |
| 10-1-1981                                                              | Montevideo                                                             | Uruguay                                                                | 2 – 1                                                                  | Brasile                                                                | Mundialito - Finale                                                    | -                                                                      |                                                                        |
| 15-7-1981                                                              | Montevideo                                                             | Uruguay                                                                | 0 – 0                                                                  | Cile                                                                   | Copa Juan Pinto Duràn 1981                                             | -                                                                      |                                                                        |
| 9-8-1981                                                               | Montevideo                                                             | Uruguay                                                                | 3 – 2                                                                  | Colombia                                                               | Qual. Mondiali 1982                                                    | 1                                                                      |                                                                        |
| 23-8-1981                                                              | Montevideo                                                             | Uruguay                                                                | 1 – 2                                                                  | Perù                                                                   | Qual. Mondiali 1982                                                    | -                                                                      |                                                                        |
| 6-9-1981                                                               | Lima                                                                   | Perù                                                                   | 0 – 0                                                                  | Uruguay                                                                | Qual. Mondiali 1982                                                    | -                                                                      | Ammonizione                                                            |
| 13-9-1981                                                              | Bogotà                                                                 | Colombia                                                               | 1 – 1                                                                  | Uruguay                                                                | Qual. Mondiali 1982                                                    | -                                                                      | Ammonizione                                                            |
| 13-4-1986                                                              | Los Angeles                                                            | Uruguay                                                                | 0 – 1                                                                  | Messico                                                                | Amichevole                                                             | -                                                                      | 46’ 90’                                                                |
| 23-4-1986                                                              | Dublino                                                                | Irlanda                                                                | 1 – 1                                                                  | Uruguay                                                                | Amichevole                                                             | 1                                                                      |                                                                        |
| 16-6-1986                                                              | Puebla                                                                 | Argentina                                                              | 1 – 0                                                                  | Uruguay                                                                | Mondiali 1986 - Ottavi di finale                                       | -                                                                      | 60’                                                                    |
| 12-10-1988                                                             | Montevideo                                                             | Uruguay                                                                | 2 – 0                                                                  | Paraguay                                                               | Amichevole                                                             | -                                                                      |                                                                        |
| 9-11-1988                                                              | Montevideo                                                             | Uruguay                                                                | 3 – 1                                                                  | Cile                                                                   | Amichevole                                                             | -                                                                      |                                                                        |
| 3-5-1989                                                               | Montevideo                                                             | Uruguay                                                                | 3 – 1                                                                  | Ecuador                                                                | Amichevole                                                             | -                                                                      |                                                                        |
| 19-6-1989                                                              | Montevideo                                                             | Uruguay                                                                | 2 – 2                                                                  | Cile                                                                   | Amichevole                                                             | -                                                                      |                                                                        |
| 2-7-1989                                                               | Goiânia                                                                | Ecuador                                                                | 1 – 0                                                                  | Uruguay                                                                | Coppa America 1989 - 1º turno                                          | -                                                                      |                                                                        |
| 4-7-1989                                                               | Goiânia                                                                | Uruguay                                                                | 3 – 0                                                                  | Bolivia                                                                | Coppa America 1989 - 1º turno                                          | -                                                                      | 79’                                                                    |
| 6-7-1989                                                               | Goiânia                                                                | Uruguay                                                                | 3 – 0                                                                  | Cile                                                                   | Coppa America 1989 - 1º turno                                          | -                                                                      | 65’                                                                    |
| 8-7-1989                                                               | Goiânia                                                                | Argentina                                                              | 1 – 0                                                                  | Uruguay                                                                | Coppa America 1989 - 1º turno                                          | -                                                                      |                                                                        |
| 12-7-1989                                                              | Rio de Janeiro                                                         | Uruguay                                                                | 3 – 0                                                                  | Paraguay                                                               | Coppa America 1989 - Girone finale                                     | 1                                                                      |                                                                        |
| 14-7-1989                                                              | Rio de Janeiro                                                         | Uruguay                                                                | 2 – 0                                                                  | Argentina                                                              | Coppa America 1989 - Girone finale                                     | -                                                                      | 77’                                                                    |
| 16-7-1989                                                              | Rio de Janeiro                                                         | Brasile                                                                | 1 – 0                                                                  | Uruguay                                                                | Coppa America 1989 - Girone finale                                     | -                                                                      | 69’                                                                    |
| 6-8-1989                                                               | Montevideo                                                             | Uruguay                                                                | 0 – 0                                                                  | Colombia                                                               | Amichevole                                                             | -                                                                      |                                                                        |
| 27-8-1989                                                              | Lima                                                                   | Perù                                                                   | 0 – 2                                                                  | Uruguay                                                                | Qual. Mondiali 1990                                                    | -                                                                      | 75’                                                                    |
| 3-9-1989                                                               | La Paz                                                                 | Bolivia                                                                | 2 – 1                                                                  | Uruguay                                                                | Qual. Mondiali 1990                                                    | -                                                                      |                                                                        |
| 17-9-1989                                                              | Montevideo                                                             | Uruguay                                                                | 2 – 0                                                                  | Bolivia                                                                | Qual. Mondiali 1990                                                    | -                                                                      |                                                                        |
| 24-9-1989                                                              | Montevideo                                                             | Uruguay                                                                | 2 – 0                                                                  | Perù                                                                   | Qual. Mondiali 1990                                                    | -                                                                      |                                                                        |
| 25-4-1990                                                              | Stoccarda                                                              | Germania Ovest                                                         | 3 – 3                                                                  | Uruguay                                                                | Amichevole                                                             | -                                                                      | 70’                                                                    |
| 18-5-1990                                                              | Belfast                                                                | Irlanda del Nord                                                       | 1 – 0                                                                  | Uruguay                                                                | Amichevole                                                             | -                                                                      | 60’                                                                    |
| 22-5-1990                                                              | Londra                                                                 | Inghilterra                                                            | 1 – 2                                                                  | Uruguay                                                                | Amichevole                                                             | -                                                                      |                                                                        |
| 13-6-1990                                                              | Udine                                                                  | Uruguay                                                                | 0 – 0                                                                  | Spagna                                                                 | Mondiali 1990 - 1º turno                                               | -                                                                      |                                                                        |
| 17-6-1990                                                              | Verona                                                                 | Belgio                                                                 | 3 – 1                                                                  | Uruguay                                                                | Mondiali 1990 - 1º turno                                               | -                                                                      |                                                                        |
| 21-6-1990                                                              | Udine                                                                  | Corea del Sud                                                          | 0 – 1                                                                  | Uruguay                                                                | Mondiali 1990 - 1º turno                                               | -                                                                      |                                                                        |
| Totale                                                                 |                                                                        | Presenze                                                               | 45                                                                     |                                                                        | Reti                                                                   | 8                                                                      |                                                                        |

| Cronologia completa delle presenze e delle reti in nazionale ― Uruguay under 20 | Cronologia completa delle presenze e delle reti in nazionale ― Uruguay under 20 | Cronologia completa delle presenze e delle reti in nazionale ― Uruguay under 20 | Cronologia completa delle presenze e delle reti in nazionale ― Uruguay under 20 | Cronologia completa delle presenze e delle reti in nazionale ― Uruguay under 20 | Cronologia completa delle presenze e delle reti in nazionale ― Uruguay under 20 | Cronologia completa delle presenze e delle reti in nazionale ― Uruguay under 20 | Cronologia completa delle presenze e delle reti in nazionale ― Uruguay under 20 |
| Data                                                                            | Città                                                                           | In casa                                                                         | Risultato                                                                       | Ospiti                                                                          | Competizione                                                                    | Reti                                                                            | Note                                                                            |
| ------------------------------------------------------------------------------- | ------------------------------------------------------------------------------- | ------------------------------------------------------------------------------- | ------------------------------------------------------------------------------- | ------------------------------------------------------------------------------- | ------------------------------------------------------------------------------- | ------------------------------------------------------------------------------- | ------------------------------------------------------------------------------- |
| 4-7-1977                                                                        | Tunisi                                                                          | Uruguay under 20                                                                | 3 – 0                                                                           | Marocco under 20                                                                | Mondiali Under-20 1977 - 1º turno                                               | -                                                                               |                                                                                 |
| 26-8-1979                                                                       | Yokohama                                                                        | Uruguay under 20                                                                | 5 – 0                                                                           | Guinea under 20                                                                 | Mondiali Under-20 1979 - 1º turno                                               | 1                                                                               | 58’                                                                             |
| 28-8-1979                                                                       | Yokohama                                                                        | Ungheria under 20                                                               | 0 – 2                                                                           | Uruguay under 20                                                                | Mondiali Under-20 1979 - 1º turno                                               | 1                                                                               |                                                                                 |
| 30-8-1979                                                                       | Yokohama                                                                        | Unione Sovietica under 20                                                       | 0 – 1                                                                           | Uruguay under 20                                                                | Mondiali Under-20 1979 - 1º turno                                               | -                                                                               |                                                                                 |
| 2-9-1979                                                                        | Yokohama                                                                        | Uruguay under 20                                                                | 1 – 0 dts                                                                       | Portogallo under 20                                                             | Mondiali Under-20 1979 - Quarti di finale                                       | 1                                                                               |                                                                                 |
| 4-9-1979                                                                        | Tokyo                                                                           | Argentina under 20                                                              | 2 – 0                                                                           | Uruguay under 20                                                                | Mondiali Under-20 1979 - Semifinale                                             | -                                                                               |                                                                                 |
| 6-9-1979                                                                        | Tokyo                                                                           | Uruguay under 20                                                                | 1 – 1 dts (5 - 3 dtr)                                                           | Polonia under 20                                                                | Mondiali Under-20 1979 - Finale 3º-4º posto                                     | 1                                                                               |                                                                                 |
| Totale                                                                          |                                                                                 | Presenze                                                                        | 7                                                                               |                                                                                 | Reti                                                                            | 4                                                                               |                                                                                 |

## Palmarès

### Club

#### Competizioni statali
- Campionato Gaúcho: 3

Internacional: 1982, 1983, 1984

#### Competizioni nazionali
- Campionato uruguaiano: 3

Peñarol: 1978, 1979, 1981

#### Competizioni internazionali
- Supercoppa sudamericana: 1

Racing Avellaneda: 1988
- Supercopa Interamericana: 1

Racing Avellaneda: 1988

### Nazionale
- Coppa d'Oro dei Campioni del Mondo: 1

1981

### Individuale
- Calciatore argentino dell'anno: 1

1988
- Equipo Ideal de América: 2

1987, 1988
- Calciatore sudamericano dell'anno

1988